# Savogno
(L. Guanella, Cenni intorno alla vita di Anna Succetti della Congregazione di Maria Ausiliatrice, 1884)
Savogno (Savógn in dialetto locale) è un centro abitato situato nel comune di Piuro, sulla destra orografica della Val Bregaglia, in Lombardia.
Il borgo è caratteristico in quanto raggiungibile solo a piedi grazie a una ripida mulattiera di 2 886 gradini.

## Geografia fisica

### Territorio
Il borgo di Savogno è arroccato su terrazzo naturale dove si sviluppa gran parte dell'abitato, appena sopra le Cascate dell'Acquafraggia, circondato in prevalenza da boschi, e vicino alla località che, nel gergo dei paesani, prende il nome di Alpigia.

### Geologia e idrografia
Idrograficamente, il territorio risente particolarmente della presenza delle Cascate dell'Acquafraggia che, pur trovandosi nella parte sottostante il paese, hanno costituito per secoli il filone d'acqua necessario per lo sviluppo anche del borgo di Savogno.

## Storia
Il borgo di Savogno ha origini medievali e conserva ancora interessanti caratteristiche di architettura rurale spontanea, con mura in pietra e loggiati in legno. Il borgo era divenuto un punto di transito obbligato per quanti si recavano a Coira, capitale delle Tre Leghe Grigie, in Svizzera.
Negli anni in cui fu parroco nel paese (1867-1875), san Luigi Guanella fece erigere una tettoia per un lavatoio pubblico, ampliò il primitivo cimitero , risistemò la casa parrocchiale per adibirla a scuola e restaurò la quattrocentesca chiesa di san Bernardino.

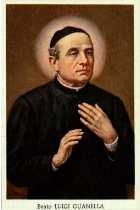
San Luigi Guanella fu parroco a Savogno dal 1867 al 1875

Nel 1961 venne eretta una locale scuola elementare. Il borgo venne definitivamente abbandonato a partire dal 1968 a causa del progressivo spopolamento dell'area a vantaggio di paesi più a valle e facilmente accessibili. Il paese è tuttavia abitato, nel periodo estivo, da alcuni residenti del comune di Chiavenna; inoltre sempre in questo periodo viene tenuto aperto un bar-rifugio con camere.
L'illuminazione serale e notturna di Savogno è attiva dal 2008.

## Monumenti e luoghi d'interesse
Di notevole interesse è l'antica chiesa parrocchiale dedicata ai santi Bernardino da Siena e Antonio Abate. Consacrata nel 1465, presenta interessanti affreschi del periodo e dispone di un campanile di forme rinascimentali, eretto a circa vent'anni dalla costruzione del tempio sacro e che oggi è uno dei pochi della val Bregaglia a conservare immutati nei secoli i suoi tratti architettonici caratteristici. La chiesa, a navata unica con due cappelle laterali., venne ristrutturata una prima volta nel Seicento e poi successivamente nell'Ottocento grazie all'operato di san Luigi Guanella, negli anni in cui fu parroco nel paese (1867-1875). 
Poco fuori dalla chiesa, l'ex casa parrocchiale ospita un piccolo museo, contenente oggetti appartenuti a Luigi Guanella e alla sorella Caterina.
Nella parte alta del paese si trova una seicentesca fontana pubblica, dotata di una divisione per l'abbeveratoio degli animali e della fonte per le persone. La fontana risale ai tempi delle prime cure igieniche contro la peste manzoniana.

## Società
Nel 1628, quando il vescovo Carafino effettuò una visita pastorale a Savogno, vi trovò 210 abitanti distribuiti in 55 famiglie. La statistica curata dal prefetto Scelsi nel 1866 ci offre il seguente quadro generale: 247 abitanti (equamente distribuiti per sesso), distribuiti in 29 famiglie; le case erano 21 di cui una sola vuota. 

### Popolazione attuale
"Abitanti censiti"

### Etnie
Il borgo non presenta cittadini stranieri.

### Religione
|  |  |  |  |  |
|  |  |  |  |  |

L'unico abitante del borgo è di religione cattolica.
Nella frazione è presente una chiesa parrocchiale cattolica (appartenente alla parrocchia di Piuro, nella Diocesi di Como).

## Eventi e cultura

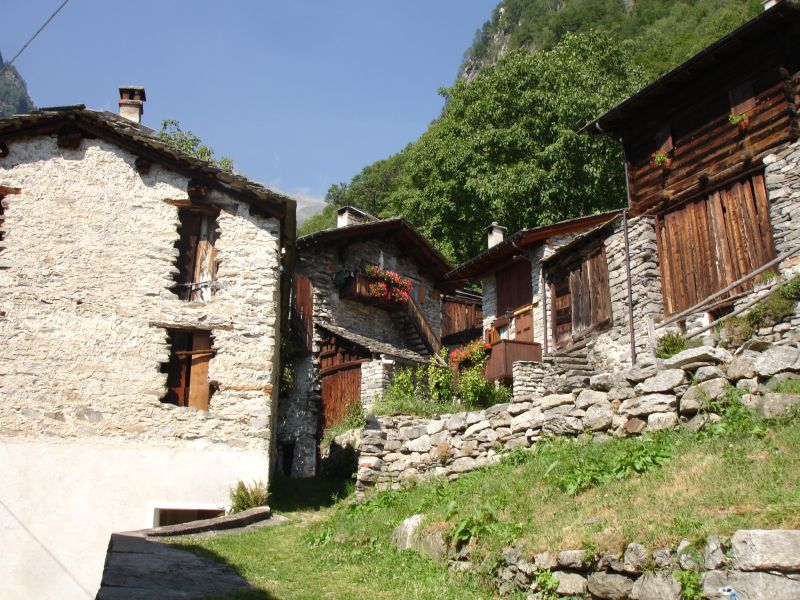
Tipiche case del paese